# Boriss Bērziņš
Boriss Bērziņš (født 7. oktober 1930 i Riga i Letland, død 11. februar 2002 sammesteds) var en lettisk maler, grafiker, tegner og pædagog. Han ligger begravet på Mežakirkegårdens kunstnerbakke.
I årene 1947 til 1952 fik Bērziņš undervisning ved Jānis Rozentāls Kunstskole, og i årene 1952 til 1959 ved Letlands Kunstakademi, hvor hans lærer var Eduards Kalniņš. Siden 1955 deltog Bērziņš ved udstillinger, og var medlem af kunstnerforeningen siden 1961.
Bērziņš har modtaget Spīdolaprisen og udnævntes den 8. november 1995 til Officer af Trestjerneordenen.